# Лоренсвил (Њу Џерзи)
Лоренсвил (енгл. Lawrenceville) насељено је место без административног статуса у америчкој савезној држави Њу Џерзи.

## Демографија
По попису из 2010. године број становника је 3.887, што је 194 (-4,8%) становника мање него 2000. године.
| Група             | 2000.         | 2010.         |
| Белци             | 3.493 (85,6%) | 3.195 (82,2%) |
| Афроамериканци    | 146 (3,6%)    | 155 (4,0%)    |
| Азијати           | 257 (6,3%)    | 302 (7,8%)    |
| Хиспаноамериканци | 141 (3,5%)    | 168 (4,3%)    |
| Укупно            | 4.081         | 3.887         |